# П'ясове
П'ясове (біл. Пясова) — село в Білорусі, у Столинському районі Берестейської області. Орган місцевого самоврядування — Городнянська сільська рада.

## Історія
За даними українського націоналістичного підпілля, 24 грудня 1943 року в село навідалась та пограбувала населення більшовицька банда «Мутюха».

## Населення
За переписом населення Білорусі 2009 року чисельність населення села становило 116 осіб.